# 로렌초 디보나벤투라
로렌초 디보나벤투라(이탈리아어: Lorenzo di Bonaventura, 1957년 ~ )는 미국의 영화 제작자이다. 파라마운트 픽처스 기반의 영화 제작 회사 '디보나벤투라 픽처스'를 설립하여 다양한 할리우드산 영화의 제작에 참여했다. 2017년 당시 2010년 하스브로가 만든 기념행사인 트랜스포머 명예의 전당에 입성하였다.

## 작품 목록
| 연도 | 제목                                                        | 감독                  |
| ---- | ----------------------------------------------------------- | --------------------- |
| 2005 | 콘스탄틴 Constantine                                        | 프랜시스 로런스       |
| 2005 | 4 브라더스 Four Brothers                                    | 존 싱글턴             |
| 2005 | 둠 Doom                                                     | 안제이 바르트코비아크 |
| 2005 | 디레일드 Derailed                                           | 미카엘 호프스트룀     |
| 2007 | 더블 타겟 Shooter                                           | 앤트완 퓨콰           |
| 2007 | 1408                                                        | 미카엘 호프스트룀     |
| 2007 | 트랜스포머 Transformers                                     | 마이클 베이           |
| 2007 | 스타더스트 Stardust                                         | 매슈 본               |
| 2009 | 상상해봐 Imagine That                                       | 캐리 커크패트릭       |
| 2009 | 트랜스포머: 패자의 역습 Transformers: Revenge of the Fallen | 마이클 베이           |
| 2009 | 지.아이.조: 전쟁의 서막 G.I. Joe: The Rise of Cobra         | 스티븐 소머스         |
| 2010 | 솔트 Salt                                                   | 필립 노이스           |
| 2010 | 레드 Red                                                    | 로베르트 슈벤트케     |
| 2011 | 트랜스포머 3 Transformers: Dark of the Moon                 | 마이클 베이           |
| 2012 | 더 데빌 인사이드 The Devil Inside                           | 윌리엄 브렌트 벨      |
| 2012 | 맨 온 렛지 Man on a Ledge                                   | 아스게르 레트         |
| 2013 | 라스트 스탠드 The Last Stand                                | 김지운                |
| 2013 | 사이드 이펙트 Side Effects                                  | 스티븐 소더버그       |
| 2013 | 지.아이.조 2 G.I. Joe: Retaliation                          | 존 추                 |
| 2013 | 레드: 더 레전드 RED 2                                       | 딘 패리소             |
| 2014 | 잭 라이언: 코드네임 쉐도우 Jack Ryan: Shadow Recruit        | 케네스 브래너         |
| 2014 | 트랜스포머: 사라진 시대 Transformers: Age of Extinction     | 마이클 베이           |

## 같이 보기
- 이브 르테름
- 이브 생로랑
- 스탠리 투치